# 大英镇
大英镇，是中华人民共和国安徽省滁州市来安县下辖的一个乡镇级行政单位。

## 行政区划
大英镇下辖以下地区：
大黄村、大英村、广洋村、广佛村和五岔村。